# Vocabulario trilingüe
Il Vocabulario trilingüe (pronunciato bokaβuˈlaɾjo tɾiˈliŋɡwe; Ayer MS 1478) è una copia manoscritta anonima della seconda edizione (1516) del Vocabulario de romance en latin di Antonio de Nebrija, ampliato tramite l'aggiunta di traduzioni nahuatl in inchiostro rosso. Il manoscritto è esposto presso la Newberry Library di Chicago, Illinois, USA.